# Ouéléni
Pour le département, voir Ouéléni (département).
Ouéléni est une commune rurale et le chef-lieu du département de Ouéléni de la province du Léraba dans la région des Cascades au Burkina Faso.

## Éducation et santé
La commune accueille un centre de santé et de promotion sociale (CSPS).